# Taifa de Molina
A taifa de Molina poderia ter sido um pequeno reino de taifa estabelecido em torno do município de Molina de Aragão por uma dinastia berbere muito arabizada, procedente da conquista da Península Ibérica no século VIII. Contudo, a sua cronologia é difusa e a sua independência relativa, pois subordinou-se ao longo da sua existência a outras entidades maiores, como a Taifa de Saragoça, a Taifa de Toledo ou o Reino de Castela.
A possível independência como taifa de Molina está baseada nas menções de crônicas cristãs e historiografia árabe. Quanto às primeiras, Rodrigo Jiménez de Rada, na Historia arabum, fala do "rei mouro de Molina". Em relação às fontes árabes, o historiador Ibne Alatir fala do "alcaide ibne Galbune" como defensor de Córdova frente do seu ataque por parte de Afonso VII de Castela. Este alcaide ibne Galbune, evidentemente, relacionou-se com o Abengalbón do Cantar de mio Cid, de quem se diz que "tem" a "Molina" e descreve-o como amigo e colaborador em empresas bélicas de El Cid do Cantar, com o título de "alcaide".